# Kruchaweczkowate
Kruchaweczkowate (Psathyrellaceae Vilgalys, Moncalvo & Redhead) – rodzina grzybów znajdująca się w rzędzie pieczarkowców (Agaricales).

## Systematyka
Pozycja w klasyfikacji według Index Fungorum: Psathyrellaceae, Agaricales, Agaricomycetidae, Agaricomycetes, Agaricomycotina, Basidiomycota, Fungi.
Według CABI databases bazującego na Dictionary of the Fungi do rodziny Psathyrellaceae należą rodzaje:
- Britzelmayria D. Wächt. & A. Melzer 2020
- Candolleomyces D. Wächt. & A. Melzer 2020
- Coprinellus P. Karst. 1879
- Coprinopsis P. Karst. 1881
- Cystoagaricus Singer 1947
- Gasteroagaricoides D.A. Reid 1986
- Hausknechtia D. Wächt. & A. Melzer 2020
- Heteropsathyrella T. Bau & J.Q. Yan 2021
- Homophron (Britzelm.) Örstadius & E. Larss. 2015
- Hormographiella Guarro & Gené 1992
- Jugisporipsathyra J.Q. Yan, Y.G. Fan & S.N. Wang 2022
- Kauffmania Örstadius & E. Larss. 2015
- Lacrymaria Pat. 1887 – kruchawica
- Macrometrula Donk & Singer 1948
- Mythicomyces Redhead & A.H. Sm. 1986
- Narcissea D. Wächt. & A. Melzer 2020
- Olotia D. Wächt. & A. Melzer 2020
- Ozonium Link 1809
- Parasola Redhead, Vilgalys & Hopple 2001
- Psathyrella (Fr.) Quél. 1872 – kruchaweczka
- Punjabia D. Wächt. & A. Melzer 2020
- Tulosesus D. Wächt. & A. Melzer 2020
- Typhrasa Örstadius & E. Larss. 2015[2].

Polskie nazwy na podstawie pracy Władysława Wojewody z 2003 r.